# 神の犬
『神の犬』（かみのいぬ）は、谷口ジローによる日本の漫画作品。
『ブランカ』の続編となる作品で、『ビッグコミック』（小学館）において1995年7月25日号から1996年11月10日号まで連載された。オオカミの群れで育ったブランカの2匹の子供たちがブランカと同じ運命に巻き込まれていく。
作品中の設定ではオオカミとの交配によりブランカの遺伝子は強化され、ブランカをしのぐ身体能力をもつ一方で、凶暴性が増す可能性も指摘されている。
2013年に『ビッグコミック』が創刊45周年を迎えたことを記念し、同誌にゆかりのある作品をモチーフにしたTシャツとiPhoneケースを通販サイトにて販売。本作もラインナップに加えられた。
2016年2月29日に発売された『谷口ジロー画集 jiro taniguchi』に、本作も収録されている。

## あらすじ
プロローグ
ブランカが繁殖期のオオカミの群れと行動を共にしてから1年あまり、群れに銀毛と黒毛の2頭の仔オオカミが加わっている。2頭は生まれて6ヶ月にもかかわらず、成獣と一緒に鹿の群れを追う。ロシア連邦ではR共和国のシュミット大佐が戦闘犬を使って連邦大統領を暗殺しようとしたが、失敗する。そんなとき、雑誌に掲載されたレポートを見たワーレン中尉から、ブランカの子どもではないかという情報をもたらされる。カナダの大学で動物生態学を専攻するヘレンも同じ情報により、エリック教授を訪ねる。
捕獲
R共和国は特殊部隊を派遣し、成獣を殺害し、2頭の仔オオカミを捕獲しようとする。銀毛の仔オオカミは混乱の中で谷に転落し、黒毛は網により捕獲される。銀毛の仔オオカミは大殺戮を生き延び、黒毛の連れ去られた西に荒野を進む。エリック教授からの連絡が途絶えたので、矢野とヘレンは中継地の小屋に向かい、そこで凍死した教授を発見する。さらに、その近くで多数のオオカミの死体を見つける。ヘレンは教授の死とオオカミの殺戮は関連があり、仔オオカミが連れ去られたと推測する。
R共和国軍事特殊戦闘犬訓練所
訓練所に運ばれた黒毛の仔オオカミは「タイガ」と名付けられる。ワーレン中尉は腕をかまれながらも訓練の姿勢を継続し、タイガは中尉を上位者であることを認める。タイガの訓練は順調に進み、ブランカを超える戦闘犬に成長する。戦闘訓練においてタイガは極度に興奮し、命令に従わないため、首輪に制御用の電圧発生器が取り付けられる。しかし、1500Vの電圧でも制御できなくなる。タイガからブランカの遺伝子が発見され、野生のオオカミとの交雑が可能であることが判明する。放置するとブランカの遺伝子が強化され、凶暴性が増すことが懸念され、行方不明の銀毛の仔オオカミに対する作戦が開始される。
孤独な銀毛
カナダ、アラスカ国境地帯では、銀毛の仔オオカミは獲物がとれず、銃撃で受けた足の傷も悪化し、体力は限界に近づいている。銀毛は死んだ鹿を巡り灰色熊と闘い、あわやというところを伝説の犬ぞり使いワーヤキンに救われる。ワーヤキンは灰色熊に立ち向かった仔オオカミに興味をもち、前足の傷を切開し、薬草の湿布を続ける。銀毛は信じられない回復をみせる。
銀毛の捜索
ヘレンと矢野はアラスカで最高の狩猟案内人のニックを訪ね、ブランカの子どもの捜索を依頼する。ニックはブランカへの借りを返す機会を待っていた。ワーヤキンは銀毛を「ナギ（風の魂）」と呼び、自然に帰そうとする。ナギは精神感応で自分を追う者の存在を察知する。ニックたちがワーヤキンの小屋を探し当てたとき、狙撃手がナギに発砲し、ナギは跳躍しながら狙撃手を一撃で殺害する。連絡が途絶えたことから狙撃失敗を知り、ヘリの将校は現場に向かい、機銃掃射でナギを断崖に追い詰め、ナギは断崖に飛び降りる。ヘリが下降すると、ナギは風防を突き破り操縦者を殺害し、対岸に着地する。
R共和国の政変
R共和国最高会議で、シュミット大佐が軍事戦闘犬タイガの驚異の能力をビデオで示し、ロシア連邦からの独立を勝ち取る力を手に入れたと力説する。しかし、共和国トップに拒絶され、軍事科学研究所は閉鎖、シュミット大佐は逮捕される。郷士防衛隊が屋外訓練を受けているタイガに発砲し、タイガは瞬時に数人を殺害し、ワーレン中尉はスノーモビルで逃亡する。ワーレン中尉は断崖から転落し、タイガがくわえた手袋を外しながら野に戻れ、生きろと伝え、みずから落下する。タイガの遠吠えは精神感応によりナギにも伝わる。タイガは東に、ナギは西に向かう。
パトリシアの夢
パトリシアは銀毛と黒毛のオオカミが血みどろになって戦う夢を見て、ヘレンに相談する。ヘレンはその2頭はブランカの子供であると話し、雑誌の記事を見せる。西に向かうナギをニックと矢野が追跡し、ホープ岬に先回りする。タイガはオオカミの群れとともに家畜を襲い、黒い悪魔と恐れられる。タイガは銃を持たない女性までも殺害する。タイガは徐々に怒りを抑制することができなくなり、仲間のオオカミをも殺害してしまう。
ホープ岬
ホープ岬ではニックたちにヘレンとパトリシアが合流する。ヘレンはナギがこちらに向かって来ること、海の向こうのとても強い何かがナギを引きつけていることを感じる。パトリシアの前に姿を現したナギは、彼女の声にいったん立ち止まったものの先を急ぐ。シベリアのアルダンでタイガはアムール虎を一噛みで倒し、イーリヤを助ける。イーリヤはタイガを守護天使と呼び、やさしく抱き寄せる。タイガを悩ませていた怒りの血流が抑制されていく。タイガはイーリヤの村に留まる。しかし、ストレルカ村からの追っ手が殺意を見せた瞬間、タイガは眠れる怒りを覚醒させ、追っ手を殺害し、東を目指す。
暗号名ザポリャーリエ作戦
R共和国ではシュミット大佐の指揮で、サハ共和国のパイプラインを爆破してタイガを誘爆死させる作戦が進められる。タイガはサハ共和国の軍事基地の犬と兵士を蹴散らしながら東を目指す。絶え間ない怒りの苦痛から、タイガが発する遠吠えは遠いナギに伝わる。タイガ抹殺部隊は天然ガス採掘施設を制圧し、パイプラインが一部が爆破され、爆発点（空気中のガス濃度が5-15%）に近づく。シュミット大佐は暗闇の中にタイガの名を呼び、タイガは大佐めがけて走り出す。パイプラインは爆破され、タイガは炎と爆発に包まれる。タイガは跳躍して爆風を突破し、兵士たちを殺害し、さらに東に向かう。
コリマ湖
矢野たちはコリマ湖のあたりでナギと出会うと計算した。父と妻をタイガに殺害されたジャルーギンは物置小屋に潜み、タイガを待つ。セスナで監視していたニックたちは氷の湖を渡るタイガを見つける。ジャルーキンの銃弾はタイガの胸部と左肩に命中するがタイガの牙に倒される。タイガの怒りが村人に向けれたとき、ナギがタイガを跳ね返す。体に食い込んだ銃弾のため怒りが思考を麻痺させ、タイガとナギは闘う。ヘレンの声に動きを止めたナギの首筋にタイガの牙が食い込むが、ナギの息吹に触れてタイガの怒りがゆっくりと溶ける。ベーリング海峡の氷の上でタイガの命は尽き、ナギはワーヤキンのところに戻る。

## 登場人物
フランソワ・エリック教授
矢野健太郎と一緒に生後6ヶ月の仔オオカミ2頭が狩りに参加しているのを観察し、報告書を雑誌に寄稿する。
矢野健太郎
エリック教授の助手という形でオオカミの生態観察を手伝っている。
ヘレン・シェイバー
カナダのダレス大学で動物の生態学を専攻している。獣医の資格があり、かって、ブランカの銃弾摘出手術をした。
パトリシア
ニューヨーク在住、リャプコワ教授の孫でブランカの飼い主。ブランカや彼の子どもたちとの間に高い精神感応力をもつ。
ニック・エバンス
アラスカで最高とされる狩猟案内人。セスナ機を墜落させられたとき、結果としてブランカに助けられた。
シュミット大佐
ロシア連邦R共和国の軍事科学研究所の責任者。R共和国の独立を目指しており、戦闘犬によるロシア連邦大統領暗殺に失敗する。
ワーレン中尉
R共和国の軍事科学研究所で戦闘犬の訓練を担当している。
シエラ・ワーヤキン
国際犬ぞりレースで3回優勝経験のある鉄人マッシャー（犬ぞり使い）。
ジャルーギン
ロシアの村人。父と妻をタイガに殺害され、タイガを殺害すべく追跡する。
イーリヤ
シベリアのアルダンの住民、アムール虎に襲われたときタイガに助けられ、タイガを守護天使と呼び、やさしく接する。

## 書誌情報
- 谷口ジロー『神の犬』小学館〈ビッグコミックス〉、全2巻
  1. 1996年9月初版発行[4]、ISBN 4-09-184311-5
  2. 1997年2月初版発行[5]、ISBN 4-09-184312-3

- 谷口ジロー『神の犬』小学館〈小学館文庫〉、全2巻
  1. 2000年1月15日発売[6]、ISBN 4-09-192305-4
  2. 2000年1月15日発売[7]、ISBN 4-09-192306-2

- 谷口ジロー『谷口ジロー選集3 神の犬』小学館〈ビッグコミックススペシャル〉、2009年11月30日発売[8]、ISBN 978-4-09-182685-5